# Пушкин, Александр Анатольевич (правовед)
Алекса́ндр Анато́льевич Пу́шкин (укр. Олександр Анатолійович Пушкін; 21 мая 1925, село Кузнецово, Вологодская губерния — 26 или 29 июня 1997, Харьков) — советский и украинский учёный-правовед, доктор юридических наук (1966), профессор (1968). Будучи специалистом в области гражданского права, участвовал в разработке ряда кодексов Украинской ССР и Украины.
Заведовал кафедрами в Харьковском юридическом институте, Харьковском институте общественного питания и Харьковском университете внутренних дел. Заслуженный юрист Украины (1994) и лауреат Государственной премии Украинской ССР в области науки и техники (1981). Участник Великой Отечественной войны.

## Биография
Александр Пушкин родился 21 мая 1925 года в селе Кузнецово Вологодской губернии. В январе 1943 года, после окончания школы, Пушкин был призван в Красную армию. Затем обучался в 3-м Куйбышевском пехотном училище, по окончании которого с июня 1944 года служил в воздушно-десантных войсках, воевал на Карельском и 4-м Украинском фронтах, а также принимал участие в освобождении Беларуси и Украины. Дослужился до звания старшины. Проявил себя во время боев за населённый пункт Алшо, когда вместе с группой из четырех бойцов уничтожил обслугу 75 мм пушки и 17 солдат противника, за что был награждён орденом Красной Звезды. По состоянию на 1984 год был членом КПСС.
В 1945 году Александр Анатольевич поступил в Харьковский юридический институт, окончив его с отличием в 1949 году. Затем он поступил в аспирантуру того же вуза. В 1952 году под научным руководством профессора С. И. Вильнянского защитил диссертацию на соискание учёной степени кандидата юридических наук по теме «Правовое положение государственного промышленного предприятия». В следующем году начал работать в ХЮИ, где последовательно занимал должности старшего преподавателя, доцента и профессора на кафедре гражданского права.
В конце 1950-х — начале 1980-х годов активно занимался нормотворческой деятельностью. В 1958 году Пушкин, будучи членом правительственной группы Украинской ССР, принял участие в работе комиссий по режимам открытого моря и по континентальному шельфу, которые работали в рамках Женевской дипломатической конференции по кодификации международного морского права. А. А. Пушкин стал одним из создателей Гражданского кодекса Украинской ССР (1963), Кодекса о браке и семье Украинской ССР (1969) и Жилищного кодекса Украинской ССР (1983). В 1964 (по другим данным, в 1965 или 1966) году Пушкин защитил диссертацию на соискание учёной степени доктора юридических наук по теме «Правовые формы управления промышленностью в СССР». Его официальными оппонентами на защите данной работы стали профессора С. Н. Братусь, Г. К. Матвеев и Р. О. Халфина. В 1966 году ему была присвоена соответствующая учёная степень, а ещё через два года — учёное звание профессора. В 1968 году занял должность заведующего кафедрой гражданского права ХЮИ, на которой оставался вплоть до 1985 года. Также руководил работой студенческого кружка на кафедре гражданского права.
До 1990 года занимал аналогичную должность на кафедре советского права в Харьковском институте общественного питания. После ухода из этого вуза работал заведующим лабораторией правовых исследований в московском Научно-исследовательском институте экономики торговли и харьковском Институте интеллектуальной собственности Международного центра научной культуры «Всемирная лаборатория». В мае 1992 года начал работать в Харьковском институте внутренних дел (с 1994 года — университет), до 1993 года он возглавлял кафедру гражданско-правовых дисциплин, а затем до конца своей жизни был профессором этой кафедры. Работая в этом вузе имел специальное звание полковника милиции (по состоянию на 1994 год). С 16 ноября 1995 года и до последних дней своей жизни он был научным координатором рабочей группы, которая занималась разработкой проекта Гражданского кодекса Украины.
Александр Анатольевич Пушкин скончался 29 (по другим данным 26) июня 1997 года в Харькове.

## Личность
Первый ректор Харьковского национального университета внутренних дел (ХНУВД) Александр Бандурка отмечал такие человеческие качества профессора Пушкина как: открытость, чуткость и одинаковое общение с людьми, вне зависимости от их статуса. Ректор ХНУВД Дмитрий Швец подчёркивал, что Александр Пушкин был не только «классиком украинской цивилистики», который смог много добиться в этой области права, но и человеком «открытым, доброжелательным, порядочным». По словам Швеца, учёный «отличался принципиальностью и самостоятельностью собственных позиций и оценок».

## Научно-педагогическая деятельность
Александр Анатольевич Пушкин занимался исследованием различных вопросов, связанных с гражданским правом. В частности, его интересовали управление промышленностью, учение о юридических лицах и правоотношения возникающие в семейном и жилищном праве. Пушкин стал основоположником научной школы, в рамках которой исследуется правосубъектность юридических лиц и учение о гражданских правоотношениях. А. Н. Ярмыш, охарактеризовал его как одного из самых выдающихся отечественных цивилистов.
Как отмечали составители издания «Страницы харьковской цивилистики», хотя Александр Пушкин, как и все советские правоведы, описывал в своих работах социалистический взгляд на правовое государство, он «не злоупотреблял декларативными приемами и ссылками на руководящую роль государства в процессе правового регулирования». Александр Пушкин имел разносторонние научные интересы к каждому из которых он подходил с придирчивостью и усердием. Так, в своих исследованиях общих вопросов теории гражданского права Александр Анатольевич уделял большое внимание субъектам гражданского права и их правосубъектности. Он занимался развитием теоретической базы для реализации прав субъектов хозяйственной деятельности, в частности в частноправовой сфере, хотя не забывал о тогдашнем основном субъекте правоотношений — государстве и его органах. Правоведы отмечают вклад Александра Пушкина в исследование соотношений объективного и субъективного гражданских прав — ученый особо подчёркивал, что эти понятия не тождественны. По его мнению, правовые отношения, элементами которых являются субъективные права, представляют собой форму существования производственных отношений, поэтому они должны выводиться именно из производственных отношений, в то время как нормы объективного права только оформляют правовые отношения. Александр Пушкин отрицал возможность существования субъективных прав вне правоотношений.
При господстве в СССР позитивистского направления в праве, Александр Пушкин придерживался других взглядов. Так, он считал, что первостепенное значение имеют потребности реальной жизни, складывающиеся в обществе, а не законодательные предписания. Он продолжал критиковать позитивистский подход и во времена независимости, свой последний доклад по этой теме он прочитал на конференции в 1995 году, за несколько лет до смерти. Считается, что со временем его взгляды стали теоретической частью базы для превращения Украины из советской республики в правовое государство. Как отмечено в издании «Страницы харьковской цивилистики», Александр Пушкин был одним из ученых формировавших «современные доктринальные подходы к пониманию основных гражданско-правовых явлений». Когда в середине 1980-х годов в Советском союзе велись дискуссии по реформированию системы образования, Александр Пушкин в соавторстве со своим учеником Исаем Краськом опубликовали статью «О преподавании специальных дисциплин в юридических вузах», где они выступили за «фундаментальное теоретическое преподавание правовых дисциплин в юридических вузах». Авторы подчеркивали, что необходимо обращать внимание на нужды современной юридической практики. В своей статье Пушкин и Красько выступили против инициативы московского правоведа Валентина Мартемьянова исключить из обращения такие «устаревшие» термины как комитенты, комиссионеры, поклажедатели и т.д. Харьковские ученые доказали важность сохранения устоявшихся понятий «которыми пользовались многие поколения юристов в прошлом, не лишены своего значения сегодня и способны обслуживать потребности науки и практики в будущем».
Александр Анатольевич стал автором/соавтором от 200 до около 300 научных трудов, основными среди которых были: учебники «Советское гражданское право» (1977/8 и 1983/4, в двух томах, в соавторстве), «Советское семейное право» (1982) и «Гражданское право Украины» (1992, в соавторстве), «Гражданское право Украины: Учебник» (1996), а также монография «Действующее законодательство о браке и семье» (1972 и 1974, в соавторстве).
По данным источников Национального юридического университета имени Ярослава Мудрого, Пушкин подготовил 20 кандидатов юридических наук, в то же время Александр Бандурка утверждал, что Пушкин был научным руководителем более чем у 30 кандидатов юридических наук и научным консультантом у восьми докторов юридических наук. Среди учёных защитивших под его научным руководством кандидатские диссертации были: В. И. Борисова (1980), И. И. Влас (1994), В. И. Жуков (1976), В. П. Жушман (1981), Ю. И. Зиоменко (1970), Л. П. Конев (1973), И. Е. Красько (1966), В. Н. Леженин (1989), Л. М. Ломоносова (1970), В. Л. Мусияка (1976), А. И. Потеряйко (1980), А. А. Ромащенко (1978), В. В. Сунцов (1986), Д. Ф. Швецов (1972) и Д. Б. Якуб (1970). Также он выступал в качестве официального оппонента на защите кандидатских и докторских диссертаций у таких учёных как: Е. В. Богданов (1993), Н. М. Васильченко (1953), В. И. Давыдов (1974), В. В. Луць (1975), Л. В. Лушпаева (1994), А. М. Немков (1964), Л. Я. Носко (1955), В. В. Овсиенко (1972), И. Г. Побирченко (1971), И. П. Сафронова (1979), О. А. Сурженко (1992).
В 1984 году авторы изданного годом ранее учебника для высших учебных заведений «Советское гражданское право» были награждены Государственной премией Украинской ССР в области науки и техники. Лауреатами стали В. П. Маслов, А. А. Пушкин, В. К. Попов, М. И. Бару, Ч. Н. Азимов, Д. Ф. Швецов, Ю. И. Зиоменко и В. С. Шелестов.

## Награды и память
Александр Анатольевич Пушкин был удостоен орденов Трудового Красного Знамени, Отечественной войны I степени и Красной Звезды, медалей «За отвагу» и «За победу над Германией в Великой Отечественной войне 1941—1945 гг.», Государственной премии Украинской ССР в области науки и техники (1984), почётного звания «Заслуженный юрист Украины» (10 декабря 1994), Почётной грамоты Президента Украины, а также ряда различных благодарностей и премий.
В ХНУВД ежегодно проходит конференция по проблемам гражданского права и процесса, посвящённая памяти Александра Анатольевича Пушкина.

### Комментарии
1. ↑  В других источниках встречается название «Гражданско-правовые формы управления промышленностью в СССР»[5][11].